# Escuela Superior de Guerra Aérea (Perú)
La Escuela Superior de Guerra Aérea es un centro educativo de perfeccionamiento de la Fuerza Aérea del Perú. Su función es perfeccionar la capacidad de los oficiales superiores para la conducción en tanto en el nivel táctico, como en el operacional y estratégico.

## Historia
Por requerimiento de la aviación militar peruana, el presidente José Luis Bustamante y Rivero creó la Academia de Guerra Aérea el 20 de septiembre de 1946. Fue inaugurada el 22 de agosto de 1947 en la Base Aérea «Alférez Huguet» en el distrito de Ancón, aunque al año siguiente se mudó a Collique.
El 8 de septiembre de 1975, adoptó el nombre de «Escuela Superior de Guerra Aérea».
El 15 de abril de 1991, se instaló en nuevas instalaciones construidas en el distrito de La Molina.